# Phymanthus strandesi
Phymanthus strandesi is een zeeanemonensoort uit de familie Phymanthidae.
Phymanthus strandesi is voor het eerst wetenschappelijk beschreven door Carlgren in 1900.